# Eisschnelllauf-Einzelstreckenweltmeisterschaften

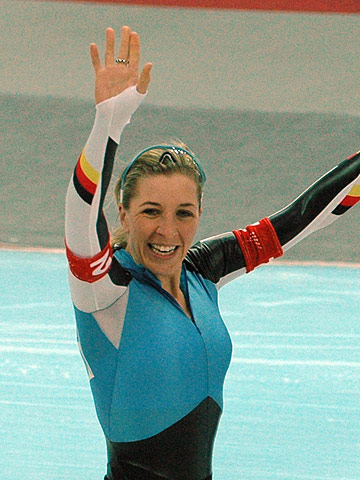
Anni Friesinger – mit zwölf Goldmedaillen erfolgreichste deutsche WM-Teilnehmerin

Die Liste der Eisschnelllauf-Einzelstreckenweltmeisterschaften listet alle Sieger sowie die Zweit- und Drittplatzierten bei den Weltmeisterschaften im Eisschnelllauf über die Einzelstrecke, gegliedert nach den einzelnen Wettbewerben, auf. Seit 1996 werden Weltmeisterschaften von der Internationalen Eislaufunion (ISU) auf den Einzelstrecken durchgeführt. Seit 2002 finden in den Jahren, in denen Olympischen Winterspiele ausgetragen werden, keine Einzelstrecken-Weltmeisterschaften statt. 
Im weiteren Teil werden alle Eisschnellläufer, die mindestens dreimal Weltmeister waren, aufgelistet. Es werden der Zeitraum, in dem der Athlet die Medaillen gewonnen hat, die Silber- und Bronzemedaillen sowie die Gesamtanzahl der Medaillen angegeben. Zudem werden die Nationenwertung und eine Siegerliste dargestellt. Der erfolgreichste WM-Teilnehmer ist der Niederländer Sven Kramer mit insgesamt 21 Titeln, darunter 13 in Einzelwettkämpfen und 8 in der Teamverfolgung. Bei den Frauen führt Martina Sáblíková aus Tschechien die Wertung mit 16 Goldmedaillen an. Die erfolgreichste Nation sind die Niederlande mit insgesamt mehr als 100 Weltmeistertiteln.

## Austragungsorte
| Nr. | Jahr | Land           | Eisschnelllaufbahn          |
| --- | ---- | -------------- | --------------------------- |
| 1   | 1996 | Hamar          | Vikingskipet                |
| 2   | 1997 | Warschau       | Tor Stegny                  |
| 3   | 1998 | Calgary        | Olympic Oval                |
| 4   | 1999 | Heerenveen     | Thialf                      |
| 5   | 2000 | Nagano         | M-Wave                      |
| 6   | 2001 | Salt Lake City | Utah Olympic Oval           |
| 7   | 2003 | Berlin         | Sportforum Hohenschönhausen |
| 8   | 2004 | Seoul          | Taereung Ice Rink           |
| 9   | 2005 | Inzell         | Eisstadion Inzell           |
| 10  | 2007 | Salt Lake City | Utah Olympic Oval           |
| 11  | 2008 | Nagano         | M-Wave                      |
| 12  | 2009 | Richmond       | Richmond Olympic Oval       |
| 13  | 2011 | Inzell         | Max Aicher Arena            |
| 14  | 2012 | Heerenveen     | Thialf                      |
| 15  | 2013 | Sotschi        | Adler Arena                 |
| 16  | 2015 | Heerenveen     | Thialf                      |
| 17  | 2016 | Kolomna        | Kometa                      |
| 18  | 2017 | Gangneung      | Gangneung Oval              |
| 19  | 2019 | Inzell         | Max Aicher Arena            |
| 20  | 2020 | Salt Lake City | Utah Olympic Oval           |
| 21  | 2021 | Heerenveen     | Thialf                      |
| 22  | 2023 | Heerenveen     | Thialf                      |
| 23  | 2024 | Calgary        | Olympic Oval                |

## Sieger
- Nennt alle Sieger in den einzelnen Streckendistanzen (ausgenommen Teamwettkämpfe). Weltmeister im Massenstart werden erst seit 2015 ermittelt.

### Frauen
| WM   | 500 m                     | 1000 m                    | 1500 m                    | 3000 m                   | 5000 m                   | Massenstart        |
| ---- | ------------------------- | ------------------------- | ------------------------- | ------------------------ | ------------------------ | ------------------ |
| 1996 | Swetlana Schurowa         | Annamarie Thomas          | Annamarie Thomas          | Gunda Niemann            | Claudia Pechstein        |                    |
| 1997 | Xue Ruihong               | Marianne Timmer           | Gunda Niemann             | Gunda Niemann            | Gunda Niemann            |                    |
| 1998 | Catriona LeMay Doan       | Chris Witty               | Anni Friesinger           | Gunda Niemann-Stirnemann | Gunda Niemann-Stirnemann |                    |
| 1999 | Catriona LeMay Doan       | Marianne Timmer           | Emese Hunyady             | Gunda Niemann-Stirnemann | Gunda Niemann-Stirnemann |                    |
| 2000 | Monique Garbrecht         | Monique Garbrecht         | Claudia Pechstein         | Claudia Pechstein        | Gunda Niemann-Stirnemann |                    |
| 2001 | Catriona LeMay Doan       | Monique Garbrecht-Enfeldt | Anni Friesinger           | Gunda Niemann-Stirnemann | Gunda Niemann-Stirnemann |                    |
| 2003 | Monique Garbrecht-Enfeldt | Anni Friesinger           | Anni Friesinger           | Anni Friesinger          | Claudia Pechstein        |                    |
| 2004 | Wang Manli                | Anni Friesinger           | Anni Friesinger           | Claudia Pechstein        | Clara Hughes             |                    |
| 2005 | Wang Manli                | Barbara de Loor           | Cindy Klassen             | Cindy Klassen            | Anni Friesinger          |                    |
| 2007 | Jenny Wolf                | Ireen Wüst                | Ireen Wüst                | Martina Sáblíková        | Martina Sáblíková        |                    |
| 2008 | Jenny Wolf                | Anni Friesinger           | Anni Friesinger           | Kristina Groves          | Martina Sáblíková        |                    |
| 2009 | Jenny Wolf                | Christine Nesbitt         | Anni Friesinger           | Renate Groenewold        | Martina Sáblíková        |                    |
| 2011 | Jenny Wolf                | Christine Nesbitt         | Ireen Wüst                | Ireen Wüst               | Martina Sáblíková        |                    |
| 2012 | Lee Sang-hwa              | Christine Nesbitt         | Christine Nesbitt         | Martina Sáblíková        | Martina Sáblíková        |                    |
| 2013 | Lee Sang-hwa              | Olga Fatkulina            | Ireen Wüst                | Ireen Wüst               | Martina Sáblíková        |                    |
| 2015 | Heather Richardson        | Brittany Bowe             | Brittany Bowe             | Martina Sáblíková        | Martina Sáblíková        | Irene Schouten     |
| 2016 | Lee Sang-hwa              | Jorien ter Mors           | Jorien ter Mors           | Martina Sáblíková        | Martina Sáblíková        | Ivanie Blondin     |
| 2017 | Nao Kodaira               | Heather Bergsma           | Heather Bergsma           | Ireen Wüst               | Martina Sáblíková        | Kim Bo-reum        |
| 2019 | Vanessa Herzog            | Brittany Bowe             | Ireen Wüst                | Martina Sáblíková        | Martina Sáblíková        | Irene Schouten     |
| 2020 | Nao Kodaira               | Jutta Leerdam             | Ireen Wüst                | Martina Sáblíková        | Natalja Woronina         | Ivanie Blondin     |
| 2021 | Angelina Golikowa         | Brittany Bowe             | Ragne Wiklund             | Antoinette de Jong       | Irene Schouten           | Marijke Groenewoud |
| 2023 | Femke Kok                 | Jutta Leerdam             | Antoinette Rijpma-de Jong | Ragne Wiklund            | Irene Schouten           | Marijke Groenewoud |
| 2024 | Femke Kok                 | Miho Takagi               | Miho Takagi               | Irene Schouten           | Joy Beune                | Irene Schouten     |

### Männer
| WM   | 500 m              | 1000 m              | 1500 m           | 5000 m                | 10.000 m          | Massenstart      |
| ---- | ------------------ | ------------------- | ---------------- | --------------------- | ----------------- | ---------------- |
| 1996 | Hiroyasu Shimizu   | Sergei Klewtschenja | Jeroen Straathof | Ids Postma            | Gianni Romme      |                  |
| 1997 | Manabu Horii       | Ådne Søndrål        | Rintje Ritsma    | Rintje Ritsma         | Gianni Romme      |                  |
| 1998 | Hiroyasu Shimizu   | Sylvain Bouchard    | Ådne Søndrål     | Gianni Romme          | Gianni Romme      |                  |
| 1999 | Hiroyasu Shimizu   | Jan Bos             | Ids Postma       | Gianni Romme          | Bob de Jong       |                  |
| 2000 | Hiroyasu Shimizu   | Ådne Søndrål        | Ids Postma       | Gianni Romme          | Gianni Romme      |                  |
| 2001 | Hiroyasu Shimizu   | Jeremy Wotherspoon  | Ådne Søndrål     | Bob de Jong           | Carl Verheijen    |                  |
| 2003 | Jeremy Wotherspoon | Erben Wennemars     | Erben Wennemars  | Jochem Uytdehaage     | Bob de Jong       |                  |
| 2004 | Jeremy Wotherspoon | Erben Wennemars     | Shani Davis      | Chad Hedrick          | Carl Verheijen    |                  |
| 2005 | Joji Kato          | Even Wetten         | Rune Stordal     | Chad Hedrick          | Bob de Jong       |                  |
| 2007 | Lee Kang-seok      | Shani Davis         | Shani Davis      | Sven Kramer           | Sven Kramer       |                  |
| 2008 | Jeremy Wotherspoon | Shani Davis         | Denny Morrison   | Sven Kramer           | Sven Kramer       |                  |
| 2009 | Lee Kang-seok      | Trevor Marsicano    | Shani Davis      | Sven Kramer           | Sven Kramer       |                  |
| 2011 | Lee Kyu-hyeok      | Shani Davis         | Håvard Bøkko     | Bob de Jong           | Bob de Jong       |                  |
| 2012 | Mo Tae-bum         | Stefan Groothuis    | Denny Morrison   | Sven Kramer           | Bob de Jong       |                  |
| 2013 | Mo Tae-bum         | Denis Kusin         | Denis Juskow     | Sven Kramer           | Jorrit Bergsma    |                  |
| 2015 | Pawel Kulischnikow | Shani Davis         | Denis Juskow     | Sven Kramer           | Jorrit Bergsma    | Arjan Stroetinga |
| 2016 | Pawel Kulischnikow | Pawel Kulischnikow  | Denis Juskow     | Sven Kramer           | Sven Kramer       | Lee Seung-hoon   |
| 2017 | Jan Smeekens       | Kjeld Nuis          | Kjeld Nuis       | Sven Kramer           | Sven Kramer       | Joey Mantia      |
| 2019 | Ruslan Muraschow   | Kai Verbij          | Thomas Krol      | Sverre Lunde Pedersen | Jorrit Bergsma    | Joey Mantia      |
| 2020 | Pawel Kulischnikow | Pawel Kulischnikow  | Kjeld Nuis       | Ted-Jan Bloemen       | Graeme Fish       | Jorrit Bergsma   |
| 2021 | Laurent Dubreuil   | Kai Verbij          | Thomas Krol      | Nils van der Poel     | Nils van der Poel | Joey Mantia      |
| 2023 | Jordan Stolz       | Jordan Stolz        | Jordan Stolz     | Patrick Roest         | Davide Ghiotto    | Bart Swings      |
| 2024 | Jordan Stolz       | Jordan Stolz        | Jordan Stolz     | Patrick Roest         | Davide Ghiotto    | Bart Swings      |

## Wettkampfrekorde
Die Liste zeigt die Bestleistungen der einzelnen Disziplin, die bisher bei Einzelstreckenweltmeisterschaften gelaufen wurden.
| Saison | Disziplin      | Sportlerin                       | Zeit     | Datum            | Ort               | Bestand               |
| ------ | -------------- | -------------------------------- | -------- | ---------------- | ----------------- | --------------------- |
| 2020   | 0500 m         | Nao Kodaira                      | 0 36,69  | 14. Februar 2020 | Utah Olympic Oval | 5 Jahre und 186 Tage  |
| 2020   | 1000 m         | Jutta Leerdam                    | 1:11,84  | 15. Februar 2020 | Utah Olympic Oval | 5 Jahre und 185 Tage  |
| 2020   | 1500 m         | Ireen Wüst                       | 1:50,92  | 16. Februar 2020 | Utah Olympic Oval | 5 Jahre und 184 Tage  |
| 2020   | 3000 m         | Martina Sáblíková                | 3:54,25  | 13. Februar 2020 | Utah Olympic Oval | 5 Jahre und 187 Tage  |
| 2020   | 5000 m         | Natalja Woronina                 | 6:39,02  | 15. Februar 2020 | Utah Olympic Oval | 5 Jahre und 185 Tage  |
| 2020   | Teamsprint     | NiederlandeKok, de Jong, Leerdam | 1:24,02  | 13. Februar 2020 | Utah Olympic Oval | 5 Jahre und 187 Tage  |
| 2020   | Teamverfolgung | JapanN. Takagi, M. Takagi, Satō  | 2:50,76  | 14. Februar 2020 | Utah Olympic Oval | 5 Jahre und 186 Tage  |
| 2007   | 2 × 500 m      | Jenny Wolf                       | 0 74,420 | 10. März 2007    | Utah Olympic Oval | 18 Jahre und 162 Tage |

- Stand: 5. März 2024

| Saison | Disziplin      | Sportler                                  | Zeit     | Datum            | Ort               | Bestand               |
| ------ | -------------- | ----------------------------------------- | -------- | ---------------- | ----------------- | --------------------- |
| 2024   | 0 500 m        | Jordan Stolz                              | 0 33,69  | 16. Februar 2024 | Olympic Oval      | 1 Jahr und 184 Tage   |
| 2020   | 0 1000 m       | Pawel Kulischnikow                        | 01:05,69 | 15. Februar 2020 | Utah Olympic Oval | 5 Jahre und 185 Tage  |
| 2024   | 0 1500 m       | Jordan Stolz                              | 01:41,44 | 18. Februar 2024 | Olympic Oval      | 1 Jahr und 182 Tage   |
| 2020   | 0 5000 m       | Ted-Jan Bloemen                           | 06:04,37 | 13. Februar 2020 | Utah Olympic Oval | 5 Jahre und 187 Tage  |
| 2020   | 10.000 m       | Graeme Fish                               | 12:33,86 | 14. Februar 2020 | Utah Olympic Oval | 5 Jahre und 186 Tage  |
| 2024   | Teamsprint     | KanadaJohnson, Gélinas-Beaulieu, Dubreuil | 1:17,17  | 15. Februar 2024 | Olympic Oval      | 1 Jahr und 185 Tage   |
| 2020   | Teamverfolgung | NiederlandeBosker, de Vries, Kramer       | 03:34,68 | 15. Februar 2020 | Utah Olympic Oval | 5 Jahre und 185 Tage  |
| 2007   | 2 × 500 m      | Kang-Seok Lee                             | 0 68,690 | 9. März 2007     | Utah Olympic Oval | 18 Jahre und 163 Tage |

- Stand: 5. März 2024

## Wettbewerbe

### Frauen

#### 500 Meter
| Weltmeisterschaften | Weltmeisterschaften | Gold                      | Silber                    | Bronze                         |
| ------------------- | ------------------- | ------------------------- | ------------------------- | ------------------------------ |
| 1996                | Hamar               | Swetlana Schurowa         | Kyoko Shimazaki           | Tomomi Okazaki                 |
| 1997                | Warschau            | Xue Ruihong               | Sabine Völker             | Franziska Schenk               |
| 1998                | Calgary             | Catriona LeMay Doan       | Swetlana Schurowa         | Tomomi Okazaki                 |
| 1999                | Heerenveen          | Catriona LeMay Doan       | Swetlana Schurowa         | Tomomi Okazaki Marianne Timmer |
| 2000                | Nagano              | Monique Garbrecht         | Swetlana Schurowa         | Catriona LeMay Doan            |
| 2001                | Salt Lake City      | Catriona LeMay Doan       | Monique Garbrecht-Enfeldt | Swetlana Schurowa              |
| 2003                | Berlin              | Monique Garbrecht-Enfeldt | Wang Manli                | Anschalika Kazjuha             |
| 2004                | Seoul               | Wang Manli                | Anschalika Kazjuha        | Ren Hui                        |
| 2005                | Inzell              | Wang Manli                | Wang Beixing              | Lee Sang-hwa                   |
| 2007                | Salt Lake City      | Jenny Wolf                | Wang Beixing              | Sayuri Ōsuga                   |
| 2008                | Nagano              | Jenny Wolf                | Wang Beixing              | Annette Gerritsen              |
| 2009                | Richmond            | Jenny Wolf                | Wang Beixing              | Lee Sang-hwa                   |
| 2011                | Inzell              | Jenny Wolf                | Lee Sang-hwa              | Wang Beixing                   |
| 2012                | Heerenveen          | Lee Sang-hwa              | Yu Jing                   | Thijsje Oenema                 |
| 2013                | Sotschi             | Lee Sang-hwa              | Wang Beixing              | Olga Fatkulina                 |
| 2015                | Heerenveen          | Heather Richardson        | Brittany Bowe             | Nao Kodaira                    |
| 2016                | Kolomna             | Lee Sang-hwa              | Brittany Bowe             | Zhang Hong                     |
| 2017                | Gangneung           | Nao Kodaira               | Lee Sang-hwa              | Yu Jing                        |
| 2019                | Inzell              | Vanessa Herzog            | Nao Kodaira               | Konami Soga                    |
| 2020                | Salt Lake City      | Nao Kodaira               | Angelina Golikowa         | Olga Fatkulina                 |
| 2021                | Heerenveen          | Angelina Golikowa         | Femke Kok                 | Olga Fatkulina                 |
| 2023                | Heerenveen          | Femke Kok                 | Vanessa Herzog            | Jutta Leerdam                  |
| 2024                | Calgary             | Femke Kok                 | Kim Min-sun               | Kimi Goetz                     |

#### 1000 Meter
| Weltmeisterschaften | Weltmeisterschaften | Gold                      | Silber                    | Bronze              |
| ------------------- | ------------------- | ------------------------- | ------------------------- | ------------------- |
| 1996                | Hamar               | Annamarie Thomas          | Chris Witty               | Emese Hunyady       |
| 1997                | Warschau            | Marianne Timmer           | Sandra Zwolle             | Franziska Schenk    |
| 1998                | Calgary             | Chris Witty               | Catriona LeMay Doan       | Franziska Schenk    |
| 1999                | Heerenveen          | Marianne Timmer           | Monique Garbrecht         | Catriona LeMay Doan |
| 2000                | Nagano              | Monique Garbrecht         | Marianne Timmer           | Chris Witty         |
| 2001                | Salt Lake City      | Monique Garbrecht-Enfeldt | Sabine Völker             | Catriona LeMay Doan |
| 2003                | Berlin              | Anni Friesinger           | Jennifer Rodriguez        | Cindy Klassen       |
| 2004                | Seoul               | Anni Friesinger           | Marianne Timmer           | Cindy Klassen       |
| 2005                | Inzell              | Barbara de Loor           | Anni Friesinger           | Marianne Timmer     |
| 2007                | Salt Lake City      | Ireen Wüst                | Anni Friesinger           | Christine Nesbitt   |
| 2008                | Nagano              | Anni Friesinger           | Kristina Groves           | Annette Gerritsen   |
| 2009                | Richmond            | Christine Nesbitt         | Anni Friesinger           | Margot Boer         |
| 2011                | Inzell              | Christine Nesbitt         | Ireen Wüst                | Heather Richardson  |
| 2012                | Heerenveen          | Christine Nesbitt         | Jing Yu                   | Margot Boer         |
| 2013                | Sotschi             | Olga Fatkulina            | Ireen Wüst                | Brittany Bowe       |
| 2015                | Heerenveen          | Brittany Bowe             | Heather Richardson        | Karolína Erbanová   |
| 2016                | Kolomna             | Jorien ter Mors           | Heather Richardson        | Brittany Bowe       |
| 2017                | Gangneung           | Heather Bergsma           | Nao Kodaira               | Jorien ter Mors     |
| 2019                | Inzell              | Brittany Bowe             | Vanessa Herzog            | Nao Kodaira         |
| 2020                | Salt Lake City      | Jutta Leerdam             | Olga Fatkulina            | Miho Takagi         |
| 2021                | Heerenveen          | Brittany Bowe             | Jutta Leerdam             | Jelisaweta Golubewa |
| 2023                | Heerenveen          | Jutta Leerdam             | Antoinette Rijpma-de Jong | Miho Takagi         |
| 2024                | Calgary             | Miho Takagi               | Han Mei                   | Jutta Leerdam       |

#### 1500 Meter
| Weltmeisterschaften | Weltmeisterschaften | Gold                      | Silber                   | Bronze              |
| ------------------- | ------------------- | ------------------------- | ------------------------ | ------------------- |
| 1996                | Hamar               | Annamarie Thomas          | Claudia Pechstein        | Sandra Zwolle       |
| 1997                | Warschau            | Gunda Niemann             | Anni Friesinger          | Marianne Timmer     |
| 1998                | Calgary             | Anni Friesinger           | Gunda Niemann-Stirnemann | Claudia Pechstein   |
| 1999                | Heerenveen          | Emese Hunyady             | Gunda Niemann-Stirnemann | Tonny de Jong       |
| 2000                | Nagano              | Claudia Pechstein         | Anni Friesinger          | Emese Hunyady       |
| 2001                | Salt Lake City      | Anni Friesinger           | Maki Tabata              | Cindy Klassen       |
| 2003                | Berlin              | Anni Friesinger           | Maki Tabata              | Jennifer Rodriguez  |
| 2004                | Seoul               | Anni Friesinger           | Cindy Klassen            | Jennifer Rodriguez  |
| 2005                | Inzell              | Cindy Klassen             | Anni Friesinger          | Jennifer Rodriguez  |
| 2007                | Salt Lake City      | Ireen Wüst                | Cindy Klassen            | Kristina Groves     |
| 2008                | Nagano              | Anni Friesinger           | Paulien van Deutekom     | Kristina Groves     |
| 2009                | Richmond            | Anni Friesinger           | Ireen Wüst               | Christine Nesbitt   |
| 2011                | Inzell              | Ireen Wüst                | Diane Valkenburg         | Jorien Voorhuis     |
| 2012                | Heerenveen          | Christine Nesbitt         | Ireen Wüst               | Linda de Vries      |
| 2013                | Sotschi             | Ireen Wüst                | Lotte van Beek           | Christine Nesbitt   |
| 2015                | Heerenveen          | Brittany Bowe             | Ireen Wüst               | Heather Richardson  |
| 2016                | Kolomna             | Jorien ter Mors           | Heather Richardson       | Brittany Bowe       |
| 2017                | Gangneung           | Heather Bergsma           | Ireen Wüst               | Miho Takagi         |
| 2019                | Inzell              | Ireen Wüst                | Miho Takagi              | Brittany Bowe       |
| 2020                | Salt Lake City      | Ireen Wüst                | Jewgenija Lalenkowa      | Jelisaweta Kaselina |
| 2021                | Heerenveen          | Ragne Wiklund             | Brittany Bowe            | Jewgenija Lalenkowa |
| 2023                | Heerenveen          | Antoinette Rijpma-de Jong | Ragne Wiklund            | Miho Takagi         |
| 2024                | Calgary             | Miho Takagi               | Han Mei                  | Joy Beune           |

#### 3000 Meter
| Weltmeisterschaften | Weltmeisterschaften | Gold                     | Silber                   | Bronze                 |
| ------------------- | ------------------- | ------------------------ | ------------------------ | ---------------------- |
| 1996                | Hamar               | Gunda Niemann            | Claudia Pechstein        | Ljudmila Prokaschowa   |
| 1997                | Warschau            | Gunda Niemann            | Anni Friesinger          | Carla Zijlstra         |
| 1998                | Calgary             | Gunda Niemann-Stirnemann | Claudia Pechstein        | Anni Friesinger        |
| 1999                | Heerenveen          | Gunda Niemann-Stirnemann | Tonny de Jong            | Claudia Pechstein      |
| 2000                | Nagano              | Claudia Pechstein        | Gunda Niemann-Stirnemann | Maki Tabata            |
| 2001                | Salt Lake City      | Gunda Niemann-Stirnemann | Anni Friesinger          | Claudia Pechstein      |
| 2003                | Berlin              | Anni Friesinger          | Claudia Pechstein        | Gretha Smit            |
| 2004                | Seoul               | Claudia Pechstein        | Anni Friesinger          | Gretha Smit            |
| 2005                | Inzell              | Cindy Klassen            | Claudia Pechstein        | Kristina Groves        |
| 2007                | Salt Lake City      | Martina Sáblíková        | Renate Groenewold        | Cindy Klassen          |
| 2008                | Nagano              | Kristina Groves          | Paulien van Deutekom     | Daniela Anschütz-Thoms |
| 2009                | Richmond            | Renate Groenewold        | Martina Sáblíková        | Kristina Groves        |
| 2011                | Inzell              | Ireen Wüst               | Martina Sáblíková        | Stephanie Beckert      |
| 2012                | Heerenveen          | Martina Sáblíková        | Stephanie Beckert        | Ireen Wüst             |
| 2013                | Sotschi             | Ireen Wüst               | Martina Sáblíková        | Claudia Pechstein      |
| 2015                | Heerenveen          | Martina Sáblíková        | Ireen Wüst               | Marije Joling          |
| 2016                | Kolomna             | Martina Sáblíková        | Ireen Wüst               | Antoinette de Jong     |
| 2017                | Gangneung           | Ireen Wüst               | Martina Sáblíková        | Antoinette de Jong     |
| 2019                | Inzell              | Martina Sáblíková        | Antoinette de Jong       | Natalja Woronina       |
| 2020                | Salt Lake City      | Martina Sáblíková        | Carlijn Achtereekte      | Natalja Woroninaa      |
| 2021                | Heerenveen          | Antoinette de Jong       | Martina Sáblíková        | Irene Schouten         |
| 2023                | Heerenveen          | Ragne Wiklund            | Irene Schouten           | Martina Sáblíková      |
| 2024                | Calgary             | Irene Schouten           | Isabelle Weidemann       | Martina Sáblíková      |

#### 5000 Meter
| Weltmeisterschaften | Weltmeisterschaften | Gold                     | Silber              | Bronze                |
| ------------------- | ------------------- | ------------------------ | ------------------- | --------------------- |
| 1996                | Hamar               | Claudia Pechstein        | Carla Zijlstra      | Elena Belci-Dal Farra |
| 1997                | Warschau            | Gunda Niemann            | Carla Zijlstra      | Claudia Pechstein     |
| 1998                | Calgary             | Gunda Niemann-Stirnemann | Claudia Pechstein   | Carla Zijlstra        |
| 1999                | Heerenveen          | Gunda Niemann-Stirnemann | Claudia Pechstein   | Tonny de Jong         |
| 2000                | Nagano              | Gunda Niemann-Stirnemann | Claudia Pechstein   | Tonny de Jong         |
| 2001                | Salt Lake City      | Gunda Niemann-Stirnemann | Claudia Pechstein   | Maki Tabata           |
| 2003                | Berlin              | Claudia Pechstein        | Clara Hughes        | Gretha Smit           |
| 2004                | Seoul               | Clara Hughes             | Gretha Smit         | Claudia Pechstein     |
| 2005                | Inzell              | Anni Friesinger          | Claudia Pechstein   | Clara Hughes          |
| 2007                | Salt Lake City      | Martina Sáblíková        | Claudia Pechstein   | Kristina Groves       |
| 2008                | Nagano              | Martina Sáblíková        | Clara Hughes        | Kristina Groves       |
| 2009                | Richmond            | Martina Sáblíková        | Clara Hughes        | Kristina Groves       |
| 2011                | Inzell              | Martina Sáblíková        | Stephanie Beckert   | Claudia Pechstein     |
| 2012                | Heerenveen          | Martina Sáblíková        | Stephanie Beckert   | Claudia Pechstein     |
| 2013                | Sotschi             | Martina Sáblíková        | Ireen Wüst          | Claudia Pechstein     |
| 2015                | Heerenveen          | Martina Sáblíková        | Carlijn Achtereekte | Claudia Pechstein     |
| 2016                | Kolomna             | Martina Sáblíková        | Carien Kleibeuker   | Irene Schouten        |
| 2017                | Gangneung           | Martina Sáblíková        | Claudia Pechstein   | Ivanie Blondin        |
| 2019                | Inzell              | Martina Sáblíková        | Esmee Visser        | Natalja Woronina      |
| 2020                | Salt Lake City      | Natalja Woronina         | Martina Sáblíková   | Esmee Visser          |
| 2021                | Heerenveen          | Irene Schouten           | Natalja Woronina    | Carlijn Achtereekte   |
| 2023                | Heerenveen          | Irene Schouten           | Ragne Wiklund       | Martina Sáblíková     |
| 2024                | Calgary             | Joy Beune                | Irene Schouten      | Martina Sáblíková     |

#### Massenstart
| Weltmeisterschaften | Weltmeisterschaften | Gold               | Silber         | Bronze              |
| ------------------- | ------------------- | ------------------ | -------------- | ------------------- |
| 2015                | Heerenveen          | Irene Schouten     | Ivanie Blondin | Mariska Huisman     |
| 2016                | Kolomna             | Ivanie Blondin     | Kim Bo-reum    | Miho Takagi         |
| 2017                | Gangneung           | Kim Bo-reum        | Nana Takagi    | Heather Bergsma     |
| 2019                | Inzell              | Irene Schouten     | Ivanie Blondin | Jelisaweta Kaselina |
| 2020                | Salt Lake City      | Ivanie Blondin     | Kim Bo-reum    | Irene Schouten      |
| 2021                | Heerenveen          | Marijke Groenewoud | Ivanie Blondin | Irene Schouten      |
| 2023                | Heerenveen          | Marijke Groenewoud | Ivanie Blondin | Irene Schouten      |
| 2024                | Calgary             | Irene Schouten     | Ivanie Blondin | Marijke Groenewoud  |

#### Teamverfolgung
| Weltmeisterschaften | Weltmeisterschaften | Gold                                                                            | Silber                                                           | Bronze                                                                            |
| ------------------- | ------------------- | ------------------------------------------------------------------------------- | ---------------------------------------------------------------- | --------------------------------------------------------------------------------- |
| 2005                | Inzell              | DeutschlandAnni Friesinger Daniela Anschütz-Thoms Sabine Völker                 | KanadaKristina Groves Clara Hughes Cindy Klassen                 | JapanEriko Ishino Nami Nemoto Maki Tabata                                         |
| 2007                | Salt Lake City      | KanadaKristina Groves Christine Nesbitt Shannon Rempel                          | NiederlandeIreen Wüst Renate Groenewold Paulien van Deutekom     | DeutschlandClaudia Pechstein Daniela Anschütz-Thoms Lucille Opitz                 |
| 2008                | Nagano              | NiederlandeIreen Wüst Renate Groenewold Paulien van Deutekom                    | KanadaKristina Groves Christine Nesbitt Brittany Schussler       | DeutschlandClaudia Pechstein Daniela Anschütz-Thoms Lucille Opitz                 |
| 2009                | Richmond            | KanadaKristina Groves Christine Nesbitt Brittany Schussler                      | NiederlandeJorien Voorhuis Renate Groenewold Ireen Wüst          | JapanMaki Tabata Masako Hozumi Hiromi Ōtsu                                        |
| 2011                | Inzell              | KanadaCindy Klassen Christine Nesbitt Brittany Schussler                        | NiederlandeMarrit Leenstra Diane Valkenburg Ireen Wüst           | DeutschlandStephanie Beckert Claudia Pechstein Isabell Ost                        |
| 2012                | Heerenveen          | NiederlandeLinda de Vries Diane Valkenburg Ireen Wüst                           | KanadaCindy Klassen Christine Nesbitt Brittany Schussler         | PolenNatalia Czerwonka Katarzyna Woźniak Luiza Złotkowska                         |
| 2013                | Sotschi             | NiederlandeMarrit Leenstra Diane Valkenburg Ireen Wüst                          | PolenKatarzyna Bachleda-Curuś Natalia Czerwonka Luiza Złotkowska | SüdkoreaKim Bo-reum Noh Seon-yeong Park Do-yeong                                  |
| 2015                | Heerenveen          | JapanNana Takagi Miho Takagi Ayaka Kikuchi                                      | NiederlandeMarije Joling Ireen Wüst Marrit Leenstra              | RusslandOlga Graf Natalja Woronina Julija Skokowa                                 |
| 2016                | Kolomna             | NiederlandeAntoinette de Jong Marrit Leenstra Ireen Wüst                        | JapanMiho Takagi Nana Takagi Misaki Oshigiri                     | RusslandOlga Graf Natalja Woronina Jelisaweta Kaselina                            |
| 2017                | Gangneung           | NiederlandeAntoinette de Jong Marrit Leenstra Ireen Wüst Annouk van der Weijden | JapanMiho Takagi Nana Takagi Misaki Oshigiri Ayano Satō          | RusslandOlga Graf Natalja Woronina Jelisaweta Kaselina Jekaterina Schichowa       |
| 2019                | Inzell              | JapanAyano Satō Miho Takagi Nana Takagi                                         | NiederlandeIreen Wüst Joy Beune Antoinette de Jong               | RusslandJewgenija Lalenkowa Jelisaweta Kaselina Natalja Woronina                  |
| 2020                | Salt Lake City      | JapanAyano Satō Miho Takagi Nana Takagi                                         | NiederlandeIreen Wüst Melissa Wijfje Antoinette de Jong          | KanadaIvanie Blondin Isabelle Weidemann Valérie Maltais                           |
| 2021                | Heerenveen          | NiederlandeAntoinette de Jong Irene Schouten Ireen Wüst                         | KanadaIvanie Blondin Isabelle Weidemann Valérie Maltais          | Russischer EislaufverbandJelisaweta Golubewa Jewgenija Lalenkowa Natalja Woronina |
| 2023                | Heerenveen          | KanadaIvanie Blondin Isabelle Weidemann Valérie Maltais                         | JapanSumire Kikuchi Ayano Satō Momoka Horikawa                   | Vereinigte StaatenBrittany Bowe Giorgia Birkeland Mia Kilburg                     |
| 2024                | Calgary             | NiederlandeJoy Beune Irene Schouten Marijke Groenewoud                          | KanadaIvanie Blondin Isabelle Weidemann Valérie Maltais          | JapanMiho Takagi Ayano Satō Momoka Horikawa                                       |

#### Teamsprint
- Der Teamsprint 2022 fand im Rahmen der Sprintweltmeisterschaft statt. Dafür wurde bei den Einzelstreckenweltmeisterschaften 2021 kein Teamsprint gelaufen.

| Weltmeisterschaften | Weltmeisterschaften | Gold                                                         | Silber                                                     | Bronze                                                                |
| ------------------- | ------------------- | ------------------------------------------------------------ | ---------------------------------------------------------- | --------------------------------------------------------------------- |
| 2019                | Inzell              | NiederlandeJanine Smit Johanna Letitia de Jong Jutta Leerdam | KanadaKaylin Irvine Heather McLean Kali Christ             | RusslandOlga Fatkulina Angelina Golikowa Darja Katschanowa            |
| 2020                | Salt Lake City      | NiederlandeFemke Kok Johanna Letitia de Jong Jutta Leerdam   | RusslandOlga Fatkulina Angelina Golikowa Darja Katschanowa | PolenAndżelika Wójcik Kaja Ziomek Natalia Czerwonka                   |
| 2022                | Hamar               | NiederlandeFemke Kok Dione Voskamp Jutta Leerdam             | PolenAndżelika Wójcik Kaja Ziomek Karolina Bosiek          | NorwegenJulie Nistad Samsonsen Martine Ripsrud Marte Bjerkreim Furnee |
| 2023                | Heerenveen          | KanadaBrooklyn McDougall Carolina Hiller Ivanie Blondin      | Vereinigte StaatenMcKenzie Browne Erin Jackson Kimi Goetz  | Volksrepublik ChinaZhang Lina Jin Jingzhu Li Qishi                    |
| 2024                | Calgary             | KanadaMaddison Pearman Carolina Hiller Ivanie Blondin        | Vereinigte StaatenSarah Warren Erin Jackson Brittany Bowe  | PolenAndżelika Wójcik Iga Wojtasik Karolina Bosiek                    |

### Männer

#### 500 Meter
| Weltmeisterschaften | Weltmeisterschaften | Gold               | Silber                      | Bronze                |
| ------------------- | ------------------- | ------------------ | --------------------------- | --------------------- |
| 1996                | Hamar               | Hiroyasu Shimizu   | Sergei Klewtschenja         | Roger Strøm           |
| 1997                | Warschau            | Manabu Horii       | Roger Strøm                 | Hiroyasu Shimizu      |
| 1998                | Calgary             | Hiroyasu Shimizu   | Sylvain Bouchard            | Jeremy Wotherspoon    |
| 1999                | Heerenveen          | Hiroyasu Shimizu   | Erben Wennemars             | Jakko Jan Leeuwangh   |
| 2000                | Nagano              | Hiroyasu Shimizu   | Mike Ireland                | Jeremy Wotherspoon    |
| 2001                | Salt Lake City      | Hiroyasu Shimizu   | Jeremy Wotherspoon          | Casey FitzRandolph    |
| 2003                | Berlin              | Jeremy Wotherspoon | Hiroyasu Shimizu            | Erben Wennemars       |
| 2004                | Seoul               | Jeremy Wotherspoon | Dmitrij Lobkov              | Mike Ireland          |
| 2005                | Inzell              | Joji Kato          | Hiroyasu Shimizu            | Jeremy Wotherspoon    |
| 2007                | Salt Lake City      | Lee Kang-seok      | Yuya Oikawa                 | Tucker Fredricks      |
| 2008                | Nagano              | Jeremy Wotherspoon | Lee Kyu-hyeok               | Joji Kato             |
| 2009                | Richmond            | Lee Kang-seok      | Lee Kyu-hyeok               | Yu Fengtong           |
| 2011                | Inzell              | Lee Kyu-hyeok      | Joji Kato                   | Jan Smeekens          |
| 2012                | Heerenveen          | Mo Tae-bum         | Michel Mulder               | Pekka Koskela         |
| 2013                | Sotschi             | Mo Tae-bum         | Joji Kato                   | Jan Smeekens          |
| 2015                | Heerenveen          | Pawel Kulischnikow | Michel Mulder               | Laurent Dubreuil      |
| 2016                | Kolomna             | Pawel Kulischnikow | Ruslan Muraschow            | Alex Boisvert-Lacroix |
| 2017                | Gangneung           | Jan Smeekens       | Nico Ihle                   | Ruslan Muraschow      |
| 2019                | Inzell              | Ruslan Muraschow   | Håvard Holmefjord Lorentzen | Wiktor Muschtakow     |
| 2020                | Salt Lake City      | Pawel Kulischnikow | Ruslan Muraschow            | Tatsuya Shinhama      |
| 2021                | Heerenveen          | Laurent Dubreuil   | Pawel Kulischnikow          | Dai Dai Ntab          |
| 2023                | Heerenveen          | Jordan Stolz       | Laurent Dubreuil            | Wataru Morishige      |
| 2024                | Calgary             | Jordan Stolz       | Laurent Dubreuil            | Damian Żurek          |

#### 1000 Meter
| Weltmeisterschaften | Weltmeisterschaften | Gold                | Silber             | Bronze                        |
| ------------------- | ------------------- | ------------------- | ------------------ | ----------------------------- |
| 1996                | Hamar               | Sergei Klewtschenja | Ådne Søndrål       | Jegal Sung-yeol               |
| 1997                | Warschau            | Ådne Søndrål        | Jan Bos            | Martin Hersman                |
| 1998                | Calgary             | Sylvain Bouchard    | Jeremy Wotherspoon | Hiroyasu Shimizu              |
| 1999                | Heerenveen          | Jan Bos             | Hiroyasu Shimizu   | Jakko Jan Leeuwangh           |
| 2000                | Nagano              | Ådne Søndrål        | Jan Bos            | Mike Ireland                  |
| 2001                | Salt Lake City      | Jeremy Wotherspoon  | Ådne Søndrål       | Sergei Klewtschenja           |
| 2003                | Berlin              | Erben Wennemars     | Gerard van Velde   | Joey Cheek                    |
| 2004                | Seoul               | Erben Wennemars     | Jeremy Wotherspoon | Masaaki Kobayashi             |
| 2005                | Inzell              | Even Wetten         | Jan Bos            | Petter Andersen Pekka Koskela |
| 2007                | Salt Lake City      | Shani Davis         | Denny Morrison     | Lee Kyu-hyeok                 |
| 2008                | Nagano              | Shani Davis         | Jewgeni Lalenkow   | Denny Morrison                |
| 2009                | Richmond            | Trevor Marsicano    | Denny Morrison     | Shani Davis                   |
| 2011                | Inzell              | Shani Davis         | Kjeld Nuis         | Stefan Groothuis              |
| 2012                | Heerenveen          | Stefan Groothuis    | Kjeld Nuis         | Shani Davis                   |
| 2013                | Sotschi             | Denis Kusin         | Mo Tae-bum         | Shani Davis                   |
| 2015                | Heerenveen          | Shani Davis         | Pawel Kulischnikow | Kjeld Nuis                    |
| 2016                | Kolomna             | Pawel Kulischnikow  | Denis Juskow       | Kjeld Nuis                    |
| 2017                | Gangneung           | Kjeld Nuis          | Vincent De Haître  | Kai Verbij                    |
| 2019                | Inzell              | Kai Verbij          | Thomas Krol        | Kjeld Nuis                    |
| 2020                | Salt Lake City      | Pawel Kulischnikow  | Kjeld Nuis         | Thomas Krol                   |
| 2021                | Heerenveen          | Kai Verbij          | Pawel Kulischnikow | Laurent Dubreuil              |
| 2023                | Heerenveen          | Jordan Stolz        | Thomas Krol        | Cornelius Kersten             |
| 2024                | Calgary             | Jordan Stolz        | Ning Zhongyan      | Kjeld Nuis                    |

#### 1500 Meter
| Weltmeisterschaften | Weltmeisterschaften | Gold             | Silber                  | Bronze          |
| ------------------- | ------------------- | ---------------- | ----------------------- | --------------- |
| 1996                | Hamar               | Jeroen Straßhofs | Ådne Søndrål            | Martin Hersman  |
| 1997                | Warschau            | Rintje Ritsma    | Ådne Søndrål            | Neal Marshall   |
| 1998                | Calgary             | Ådne Søndrål     | Ids Postma              | Roberto Sighel  |
| 1999                | Heerenveen          | Ids Postma       | Ådne Søndrål            | Rintje Ritsma   |
| 2000                | Nagano              | Ids Postma       | Ådne Søndrål            | Jan Bos         |
| 2001                | Salt Lake City      | Ådne Søndrål     | Derek Parra             | Erben Wennemars |
| 2003                | Berlin              | Erben Wennemars  | Ralf van der Rijst      | Joey Cheek      |
| 2004                | Seoul               | Shani Davis      | Mark Tuitert            | Erben Wennemars |
| 2005                | Inzell              | Rune Stordal     | Mark Tuitert            | Even Wetten     |
| 2007                | Salt Lake City      | Shani Davis      | Erben Wennemars         | Denny Morrison  |
| 2008                | Nagano              | Denny Morrison   | Shani Davis Sven Kramer |                 |
| 2009                | Richmond            | Shani Davis      | Trevor Marsicano        | Denny Morrison  |
| 2011                | Inzell              | Håvard Bøkko     | Shani Davis             | Lucas Makowsky  |
| 2012                | Heerenveen          | Denny Morrison   | Iwan Skobrew            | Håvard Bøkko    |
| 2013                | Sotschi             | Denis Juskow     | Shani Davis             | Iwan Skobrew    |
| 2015                | Heerenveen          | Denis Juskow     | Denny Morrison          | Koen Verweij    |
| 2016                | Kolomna             | Denis Juskow     | Kjeld Nuis              | Thomas Krol     |
| 2017                | Gangneung           | Kjeld Nuis       | Denis Juskow            | Sven Kramer     |
| 2019                | Inzell              | Thomas Krol      | Sverre Lunde Pedersen   | Denis Juskow    |
| 2020                | Salt Lake City      | Kjeld Nuis       | Thomas Krol             | Joey Mantia     |
| 2021                | Heerenveen          | Thomas Krol      | Kjeld Nuis              | Patrick Roest   |
| 2023                | Heerenveen          | Jordan Stolz     | Kjeld Nuis              | Thomas Krol     |
| 2024                | Calgary             | Jordan Stolz     | Kjeld Nuis              | Peder Kongshaug |

#### 5000 Meter
| Weltmeisterschaften | Weltmeisterschaften | Gold                  | Silber          | Bronze                |
| ------------------- | ------------------- | --------------------- | --------------- | --------------------- |
| 1996                | Hamar               | Ids Postma            | Keiji Shirahata | Gianni Romme          |
| 1997                | Warschau            | Rintje Ritsma         | Gianni Romme    | Frank Dittrich        |
| 1998                | Calgary             | Gianni Romme          | Rintje Ritsma   | Bart Veldkamp         |
| 1999                | Heerenveen          | Gianni Romme          | Bart Veldkamp   | Bob de Jong           |
| 2000                | Nagano              | Gianni Romme          | Bob de Jong     | Keiji Shirahata       |
| 2001                | Salt Lake City      | Bob de Jong           | Carl Verheijen  | Gianni Romme          |
| 2003                | Berlin              | Jochem Uytdehaage     | Bob de Jong     | Carl Verheijen        |
| 2004                | Seoul               | Chad Hedrick          | Carl Verheijen  | Gianni Romme          |
| 2005                | Inzell              | Chad Hedrick          | Bob de Jong     | Carl Verheijen        |
| 2007                | Salt Lake City      | Sven Kramer           | Enrico Fabris   | Carl Verheijen        |
| 2008                | Nagano              | Sven Kramer           | Enrico Fabris   | Wouter Olde Heuvel    |
| 2009                | Richmond            | Sven Kramer           | Håvard Bøkko    | Trevor Marsicano      |
| 2011                | Inzell              | Bob de Jong           | Lee Seung-hoon  | Iwan Skobrew          |
| 2012                | Heerenveen          | Sven Kramer           | Bob de Jong     | Jonathan Kuck         |
| 2013                | Sotschi             | Sven Kramer           | Jorrit Bergsma  | Iwan Skobrew          |
| 2015                | Heerenveen          | Sven Kramer           | Jorrit Bergsma  | Douwe de Vries        |
| 2016                | Kolomna             | Sven Kramer           | Jorrit Bergsma  | Sverre Lunde Pedersen |
| 2017                | Gangneung           | Sven Kramer           | Jorrit Bergsma  | Peter Michael         |
| 2019                | Inzell              | Sverre Lunde Pedersen | Patrick Roest   | Sven Kramer           |
| 2020                | Salt Lake City      | Ted-Jan Bloemen       | Sven Kramer     | Graeme Fish           |
| 2021                | Heerenveen          | Nils van der Poel     | Patrick Roest   | Sergei Trofimow       |
| 2023                | Heerenveen          | Patrick Roest         | Davide Ghiotto  | Bart Swings           |
| 2024                | Calgary             | Patrick Roest         | Davide Ghiotto  | Sander Eitrem         |

#### 10.000 Meter
| Weltmeisterschaften | Weltmeisterschaften | Gold              | Silber           | Bronze              |
| ------------------- | ------------------- | ----------------- | ---------------- | ------------------- |
| 1996                | Hamar               | Gianni Romme      | Bart Veldkamp    | Frank Dittrich      |
| 1997                | Warschau            | Gianni Romme      | Rintje Ritsma    | Bob de Jong         |
| 1998                | Calgary             | Gianni Romme      | Bob de Jong      | Frank Dittrich      |
| 1999                | Heerenveen          | Bob de Jong       | Gianni Romme     | Frank Dittrich      |
| 2000                | Nagano              | Gianni Romme      | Bob de Jong      | Frank Dittrich      |
| 2001                | Salt Lake City      | Carl Verheijen    | Bob de Jong      | Wadim Sajutin       |
| 2003                | Berlin              | Bob de Jong       | Carl Verheijen   | Lasse Sætre         |
| 2004                | Seoul               | Carl Verheijen    | Bob de Jong      | Chad Hedrick        |
| 2005                | Inzell              | Bob de Jong       | Carl Verheijen   | Chad Hedrick        |
| 2007                | Salt Lake City      | Sven Kramer       | Carl Verheijen   | Brigt Rykkje        |
| 2008                | Nagano              | Sven Kramer       | Enrico Fabris    | Bob de Jong         |
| 2009                | Richmond            | Sven Kramer       | Håvard Bøkko     | Bob de Jong         |
| 2011                | Inzell              | Bob de Jong       | Bob de Vries     | Iwan Skobrew        |
| 2012                | Heerenveen          | Bob de Jong       | Jorrit Bergsma   | Jonathan Kuck       |
| 2013                | Sotschi             | Jorrit Bergsma    | Sven Kramer      | Bob de Jong         |
| 2015                | Heerenveen          | Jorrit Bergsma    | Erik Jan Kooiman | Patrick Beckert     |
| 2016                | Kolomna             | Sven Kramer       | Ted-Jan Bloemen  | Erik Jan Kooiman    |
| 2017                | Gangneung           | Sven Kramer       | Jorrit Bergsma   | Patrick Beckert     |
| 2019                | Inzell              | Jorrit Bergsma    | Patrick Roest    | Danila Semerikow    |
| 2020                | Salt Lake City      | Graeme Fish       | Ted-Jan Bloemen  | Patrick Beckert     |
| 2021                | Heerenveen          | Nils van der Poel | Jorrit Bergsma   | Alexander Rumjanzew |
| 2023                | Heerenveen          | Davide Ghiotto    | Jorrit Bergsma   | Ted-Jan Bloemen     |
| 2024                | Calgary             | Davide Ghiotto    | Ted-Jan Bloemen  | Graeme Fish         |

#### Massenstart
| Weltmeisterschaften | Weltmeisterschaften | Gold             | Silber                   | Bronze                   |
| ------------------- | ------------------- | ---------------- | ------------------------ | ------------------------ |
| 2015                | Heerenveen          | Arjan Stroetinga | Fabio Francolini         | Alexis Contin            |
| 2016                | Kolomna             | Lee Seung-hoon   | Arjan Stroetinga         | Alexis Contin            |
| 2017                | Gangneung           | Joey Mantia      | Alexis Contin            | Olivier Jean             |
| 2019                | Inzell              | Joey Mantia      | Um Cheon-ho              | Chung Jae-won            |
| 2020                | Salt Lake City      | Jorrit Bergsma   | Jordan Belchos           | Antoine Gélinas-Beaulieu |
| 2021                | Heerenveen          | Joey Mantia      | Arjan Stroetinga         | Bart Swings              |
| 2023                | Heerenveen          | Bart Swings      | Bart Hoolwerf            | Andrea Giovannini        |
| 2024                | Calgary             | Bart Swings      | Antoine Gélinas-Beaulieu | Livio Wenger             |

#### Teamverfolgung
| Weltmeisterschaften | Weltmeisterschaften | Gold                                                         | Silber                                                          | Bronze                                                                         |
| ------------------- | ------------------- | ------------------------------------------------------------ | --------------------------------------------------------------- | ------------------------------------------------------------------------------ |
| 2005                | Inzell              | NiederlandeCarl Verheijen Mark Tuitert Erben Wennemars       | ItalienEnrico Fabris Matteo Anesi Ippolito Sanfratello          | NorwegenPetter Andersen Eskil Ervik Odd Borgersen                              |
| 2007                | Salt Lake City      | NiederlandeCarl Verheijen Sven Kramer Erben Wennemars        | KanadaArne Dankers Denny Morrison Justin Warsylewicz            | RusslandJewgeni Lalenkow Ivan Skobrev Alexei Junin                             |
| 2008                | Nagano              | NiederlandeSven Kramer Erben Wennemars Wouter Olde Heuvel    | ItalienEnrico Fabris Luca Stefani Matteo Anesi                  | DeutschlandJörg Dallmann Stefan Heythausen Marco Weber                         |
| 2009                | Richmond            | NiederlandeCarl Verheijen Sven Kramer Wouter Olde Heuvel     | SchwedenJohan Röjler Joel Eriksson Daniel Friberg               | Vereinigte StaatenTrevor Marsicano Ryan Bedford Brian Hansen                   |
| 2011                | Inzell              | Vereinigte StaatenTrevor Marsicano Jonathan Kuck Shani Davis | KanadaDenny Morrison Lucas Makowsky Mathieu Giroux              | NiederlandeJan Blokhuijsen Bob de Vries Koen Verweij                           |
| 2012                | Heerenveen          | NiederlandeJan Blokhuijsen Sven Kramer Koen Verweij          | Vereinigte StaatenBrian Hansen Jonathan Kuck Shani Davis        | RusslandIwan Skobrew Denis Juskow Jewgeni Lalenkow                             |
| 2013                | Sotschi             | NiederlandeJan Blokhuijsen Sven Kramer Koen Verweij          | SüdkoreaJoo Hyong-jun Kim Cheol-min Lee Seung-hoon              | PolenZbigniew Bródka Konrad Niedźwiedzki Jan Szymański                         |
| 2015                | Heerenveen          | NiederlandeDouwe de Vries Koen Verweij Sven Kramer           | KanadaDenny Morrison Ted-Jan Bloemen Jordan Belchos             | SüdkoreaLee Seung-hoon Ko Byung-wook Kim Cheol-min                             |
| 2016                | Kolomna             | NiederlandeJan Blokhuijsen Douwe de Vries Arjan Stroetinga   | NorwegenHåvard Bøkko Simen Spieler Nilsen Sverre Lunde Pedersen | KanadaTed-Jan Bloemen Jordan Belchos Benjamin Donnelly                         |
| 2017                | Gangneung           | NiederlandeJan Blokhuijsen Douwe de Vries Jorrit Bergsma     | NeuseelandPeter Michael Shane Dobbin Reyon Kay                  | NorwegenHåvard Holmefjord Lorentzen Simen Spieler Nilsen Sverre Lunde Pedersen |
| 2019                | Deutschland         | NiederlandeSven Kramer Douwe de Vries Marcel Bosker          | NorwegenHåvard Bøkko Sindre Henriksen Sverre Lunde Pedersen     | RusslandAlexander Rumjanzew Danila Semerikow Sergei Trofimow                   |
| 2020                | Salt Lake City      | NiederlandeSven Kramer Douwe de Vries Marcel Bosker          | JapanSeitaro Ichinohe Shane Williamson Riku Tsuchiya            | RusslandRuslan Sacharow Danila Semerikow Sergei Trofimow                       |
| 2021                | Heerenveen          | NiederlandePatrick Roest Beau Snellink Marcel Bosker         | KanadaJordan Belchos Ted-Jan Bloeman Connor Howe                | Russischer EislaufverbandRuslan Sacharow Danila Semerikow Sergei Trofimow      |
| 2023                | Heerenveen          | NiederlandePatrick Roest Beau Snellink Marcel Bosker         | KanadaConnor Howe Antoine Gélinas-Beaulieu Hayden Mayeur        | NorwegenPeder Kongshaug Allan Dahl Johansson Sverre Lunde Pedersen             |
| 2024                | Calgary             | ItalienAndrea Giovannini Davide Ghiotto Michele Malfatti     | NorwegenSander Eitrem Peder Kongshaug Sverre Lunde Pedersen     | KanadaConnor Howe Antoine Gélinas-Beaulieu Hayden Mayeur                       |

#### Teamsprint
- Der Teamsprint 2022 fand im Rahmen der Sprintweltmeisterschaft statt. Dafür wurde bei den Einzelstreckenweltmeisterschaften 2021 kein Teamsprint gelaufen.

| Weltmeisterschaften | Weltmeisterschaften | Gold                                                                     | Silber                                                   | Bronze                                                                   |
| ------------------- | ------------------- | ------------------------------------------------------------------------ | -------------------------------------------------------- | ------------------------------------------------------------------------ |
| 2019                | Inzell              | NiederlandeRonald Mulder Kjeld Nuis Kai Verbij                           | SüdkoreaKim Tae-yun Kim Jun-ho Cha Min-kyu               | RusslandPawel Kulischnikow Ruslan Muraschow Wiktor Muschtakow            |
| 2020                | Salt Lake City      | NiederlandeDai Dai Ntab Thomas Krol Kai Verbij                           | Volksrepublik ChinaNing Zhongyan Wang Shiwei Gao Tingyu  | NorwegenOle Farstad Bjørn Magnussen Håvard Holmefjord Lorentzen          |
| 2022                | Hamar               | NorwegenHenrik Fagerli Rukke Bjørn Magnussen Håvard Holmefjord Lorentzen | PolenMarek Kania Piotr Michalski Damian Zurek            | NiederlandeMerijn Scheperkamp Thomas Krol Kai Verbij                     |
| 2023                | Heerenveen          | KanadaChristopher Fiola Laurent Dubreuil Antoine Gélinas-Beaulieu        | NiederlandeMerijn Scheperkamp Hein Otterspeer Wesly Dijs | NorwegenBjørn Magnussen Henrik Fagerli Rukke Håvard Holmefjord Lorentzen |
| 2024                | Calgary             | KanadaAnders Johnson Laurent Dubreuil Antoine Gélinas-Beaulieu           | NiederlandeJanno Botman Jenning de Boo Tim Prins         | NorwegenBjørn Magnussen Henrik Fagerli Rukke Håvard Holmefjord Lorentzen |

## Gesamt
| Platz | Name                     | Land               | Von  | Bis  | Gold | Silber | Bronze | Gesamt |
| ----- | ------------------------ | ------------------ | ---- | ---- | ---- | ------ | ------ | ------ |
| 1.    | Sven Kramer              | Niederlande        | 2007 | 2020 | 21   | 3      | 2      | 26     |
| 2.    | Martina Sáblíková        | Tschechien         | 2007 | 2024 | 16   | 6      | 4      | 26     |
| 3.    | Ireen Wüst               | Niederlande        | 2007 | 2021 | 15   | 15     | 1      | 31     |
| 4.    | Anni Friesinger          | Deutschland        | 1997 | 2009 | 12   | 9      | 1      | 22     |
| 5.    | Gunda Niemann-Stirnemann | Deutschland        | 1996 | 2001 | 11   | 3      | 0      | 14     |
| 6.    | Shani Davis              | Vereinigte Staaten | 2004 | 2015 | 8    | 4      | 3      | 15     |
| 7.    | Irene Schouten           | Niederlande        | 2016 | 2024 | 8    | 2      | 5      | 15     |
| 8.    | Bob de Jong              | Niederlande        | 1997 | 2013 | 7    | 8      | 5      | 20     |
| 9.    | Christine Nesbitt        | Kanada             | 2007 | 2013 | 7    | 2      | 3      | 12     |
| 9.    | Gianni Romme             | Niederlande        | 1996 | 2004 | 7    | 2      | 3      | 12     |

Stand: nach der WM 2024

### Nationenwertung
Stand: nach der WM 2024
| Platz | Land                      | Von  | Bis  | Gold | Silber | Bronze | Gesamt |
| ----- | ------------------------- | ---- | ---- | ---- | ------ | ------ | ------ |
| 1.    | Niederlande               | 1996 | 2024 | 113  | 98     | 76     | 287    |
| 2.    | Deutschland               | 1996 | 2020 | 36   | 33     | 27     | 96     |
| 3.    | Kanada                    | 1997 | 2024 | 31   | 40     | 41     | 112    |
| 4.    | Vereinigte Staaten        | 1996 | 2024 | 28   | 16     | 27     | 71     |
| 5.    | Tschechien                | 2007 | 2024 | 16   | 6      | 5      | 27     |
| 6.    | Japan                     | 1996 | 2024 | 14   | 18     | 24     | 56     |
| 7.    | Russland                  | 1996 | 2020 | 13   | 16     | 28     | 57     |
| 8.    | Norwegen                  | 1996 | 2024 | 11   | 16     | 15     | 42     |
| 9.    | Südkorea                  | 1996 | 2024 | 10   | 12     | 7      | 29     |
| 10.   | Volksrepublik China       | 1997 | 2024 | 3    | 12     | 6      | 21     |
| 11.   | Italien                   | 1996 | 2024 | 3    | 8      | 3      | 14     |
| 12.   | Belgien                   | 1998 | 2024 | 2    | 2      | 3      | 7      |
| 13.   | Österreich                | 1996 | 2023 | 2    | 2      | 2      | 6      |
| 14.   | Schweden                  | 2009 | 2021 | 2    | 1      | 0      | 3      |
| 15.   | Russischer Eislaufverband | 2021 | 2021 | 1    | 3      | 7      | 11     |
| 16.   | Kasachstan                | 1996 | 2013 | 1    | 0      | 1      | 2      |
| 17.   | Polen                     | 2013 | 2024 | 0    | 3      | 5      | 8      |
| 18.   | Frankreich                | 2013 | 2017 | 0    | 1      | 3      | 4      |
| 19.   | Belarus                   | 2003 | 2004 | 0    | 1      | 1      | 2      |
| 19.   | Neuseeland                | 2017 | 2017 | 0    | 1      | 1      | 2      |
| 21.   | Finnland                  | 2005 | 2013 | 0    | 0      | 2      | 2      |
| 22.   | Schweiz                   | 2024 | 2024 | 0    | 0      | 1      | 1      |
| 22.   | Vereinigtes Königreich    | 2023 | 2023 | 0    | 0      | 1      | 1      |

### Frauen

#### Rangliste
- Platz: Gibt die Reihenfolge der Athleten wieder. Diese wird durch die Anzahl der Goldmedaillen bestimmt. Bei gleicher Anzahl werden die Silbermedaillen verglichen, danach die Bronzemedaillen.
- Name: Nennt den Namen des Athleten.
- Land: Nennt das Land, für das der Athlet startete.
- Von: Das Jahr, in dem der Athlet die erste WM-Medaille gewonnen hat.
- Bis: Das Jahr, in dem der Athlet die letzte WM-Medaille gewonnen hat.
- Gold: Nennt die Anzahl der gewonnenen Goldmedaillen.
- Silber: Nennt die Anzahl der gewonnenen Silbermedaillen.
- Bronze: Nennt die Anzahl der gewonnenen Bronzemedaillen.
- Gesamt: Nennt die Anzahl aller gewonnenen Medaillen.

| Platz | Name                      | Land               | Von  | Bis  | Gold | Silber | Bronze | Gesamt |
| ----- | ------------------------- | ------------------ | ---- | ---- | ---- | ------ | ------ | ------ |
| 1.    | Martina Sáblíková         | Tschechien         | 2007 | 2024 | 16   | 6      | 4      | 26     |
| 2.    | Ireen Wüst                | Niederlande        | 2007 | 2021 | 15   | 15     | 1      | 31     |
| 3.    | Anni Friesinger           | Deutschland        | 1997 | 2009 | 12   | 9      | 1      | 22     |
| 4.    | Gunda Niemann-Stirnemann  | Deutschland        | 1996 | 2001 | 11   | 3      | 0      | 14     |
| 5.    | Irene Schouten            | Niederlande        | 2016 | 2024 | 8    | 2      | 5      | 15     |
| 6.    | Christine Nesbitt         | Kanada             | 2007 | 2013 | 7    | 2      | 3      | 12     |
| 7.    | Claudia Pechstein         | Deutschland        | 1996 | 2017 | 5    | 13     | 12     | 30     |
| 8.    | Ivanie Blondin            | Kanada             | 2015 | 2024 | 5    | 7      | 2      | 14     |
| 9.    | Antoinette Rijpma-de Jong | Niederlande        | 2016 | 2023 | 5    | 4      | 2      | 11     |
| 10.   | Miho Takagi               | Japan              | 2015 | 2024 | 5    | 3      | 6      | 14     |
| 11.   | Jutta Leerdam             | Niederlande        | 2019 | 2024 | 5    | 1      | 2      | 8      |
| 12.   | Brittany Bowe             | Vereinigte Staaten | 2013 | 2024 | 4    | 4      | 5      | 13     |
| 13.   | Monique Garbrecht-Enfeldt | Deutschland        | 1999 | 2003 | 4    | 2      | 0      | 6      |
| 14.   | Femke Kok                 | Kanada             | 2020 | 2024 | 4    | 1      | 0      | 5      |
| 15.   | Jenny Wolf                | Deutschland        | 2007 | 2011 | 4    | 0      | 0      | 4      |
| 16.   | Cindy Klassen             | Kanada             | 2001 | 2013 | 3    | 4      | 4      | 11     |
| 17.   | Kristina Groves           | Kanada             | 2005 | 2009 | 3    | 3      | 7      | 13     |
| 18.   | Heather Bergsma           | Vereinigte Staaten | 2011 | 2017 | 3    | 3      | 3      | 9      |
| 19.   | Nana Takagi               | Japan              | 2015 | 2020 | 3    | 3      | 0      | 6      |
| 20.   | Lee Sang-hwa              | Südkorea           | 2005 | 2017 | 3    | 2      | 2      | 7      |
| 21.   | Marrit Leenstra           | Niederlande        | 2011 | 2017 | 3    | 2      | 0      | 5      |
| 22.   | Catriona LeMay Doan       | Kanada             | 1998 | 2001 | 3    | 1      | 3      | 7      |
| 23.   | Marijke Groenewoud        | Niederlande        | 2021 | 2024 | 3    | 0      | 1      | 4      |

Stand: nach der WM 2024

#### 500 Meter
| Platz | Name                | Land        | Von  | Bis  | Gold | Silber | Bronze | Gesamt |
| ----- | ------------------- | ----------- | ---- | ---- | ---- | ------ | ------ | ------ |
| 1.    | Jenny Wolf          | Deutschland | 2007 | 2011 | 4    | 0      | 0      | 4      |
| 2.    | Lee Sang-hwa        | Südkorea    | 2005 | 2017 | 3    | 2      | 2      | 7      |
| 3.    | Catriona LeMay Doan | Kanada      | 1998 | 2001 | 3    | 0      | 0      | 3      |

Stand: nach der WM 2024

#### 1000 Meter
| Platz | Name              | Land               | Von  | Bis  | Gold | Silber | Bronze | Gesamt |
| ----- | ----------------- | ------------------ | ---- | ---- | ---- | ------ | ------ | ------ |
| 1.    | Anni Friesinger   | Deutschland        | 2003 | 2009 | 3    | 3      | 0      | 6      |
| 2.    | Brittany Bowe     | Vereinigte Staaten | 2013 | 2021 | 3    | 0      | 2      | 5      |
| 3.    | Christine Nesbitt | Kanada             | 2007 | 2013 | 3    | 0      | 1      | 4      |

Stand: nach der WM 2024

#### 1500 Meter
| Platz | Name            | Land        | Von  | Bis  | Gold | Silber | Bronze | Gesamt |
| ----- | --------------- | ----------- | ---- | ---- | ---- | ------ | ------ | ------ |
| 1.    | Anni Friesinger | Deutschland | 1997 | 2009 | 6    | 3      | 0      | 9      |
| 2.    | Ireen Wüst      | Niederlande | 2007 | 2020 | 5    | 4      | 0      | 9      |
| 3.    | Cindy Klassen   | Kanada      | 2001 | 2007 | 1    | 2      | 1      | 4      |

Stand: nach der WM 2024

#### 3000 Meter
| Platz | Name                     | Land        | Von  | Bis  | Gold | Silber | Bronze | Gesamt |
| ----- | ------------------------ | ----------- | ---- | ---- | ---- | ------ | ------ | ------ |
| 1.    | Martina Sáblíková        | Tschechien  | 2007 | 2024 | 6    | 5      | 2      | 13     |
| 2.    | Gunda Niemann-Stirnemann | Deutschland | 1996 | 2001 | 5    | 1      | 0      | 6      |
| 3.    | Ireen Wüst               | Niederlande | 2011 | 2017 | 3    | 2      | 1      | 6      |

Stand: nach der WM 2024

#### 5000 Meter
| Platz | Name                     | Land        | Von  | Bis  | Gold | Silber | Bronze | Gesamt |
| ----- | ------------------------ | ----------- | ---- | ---- | ---- | ------ | ------ | ------ |
| 1.    | Martina Sáblíková        | Tschechien  | 2007 | 2024 | 10   | 1      | 2      | 13     |
| 2.    | Gunda Niemann-Stirnemann | Deutschland | 1997 | 2001 | 5    | 0      | 0      | 5      |
| 3.    | Claudia Pechstein        | Deutschland | 1996 | 2017 | 2    | 7      | 8      | 17     |

Stand: nach der WM 2024

#### Massenstart
| Platz | Name               | Land        | Von  | Bis  | Gold | Silber | Bronze | Gesamt |
| ----- | ------------------ | ----------- | ---- | ---- | ---- | ------ | ------ | ------ |
| 1.    | Irene Schouten     | Niederlande | 2015 | 2024 | 3    | 0      | 3      | 6      |
| 2.    | Ivanie Blondin     | Kanada      | 2015 | 2024 | 2    | 5      | 0      | 7      |
| 3.    | Marijke Groenewoud | Niederlande | 2021 | 2024 | 2    | 0      | 1      | 3      |

Stand: nach der WM 2024

#### Teamverfolgung
| Platz | Name                      | Land        | Von  | Bis  | Gold | Silber | Bronze | Gesamt |
| ----- | ------------------------- | ----------- | ---- | ---- | ---- | ------ | ------ | ------ |
| 1.    | Ireen Wüst                | Niederlande | 2007 | 2021 | 6    | 6      | 0      | 12     |
| 2.    | Miho Takagi               | Japan       | 2015 | 2024 | 3    | 2      | 1      | 6      |
| 3.    | Christine Nesbitt         | Kanada      | 2007 | 2013 | 3    | 2      | 0      | 5      |
| 3.    | Antoinette Rijpma-de Jong | Niederlande | 2016 | 2021 | 3    | 2      | 0      | 5      |
| 3.    | Nana Takagi               | Japan       | 2015 | 2020 | 3    | 2      | 0      | 5      |

Stand: nach der WM 2024

#### Nationenwertung
| Platz | Land                      | Von  | Bis  | Gold | Silber | Bronze | Gesamt |
| ----- | ------------------------- | ---- | ---- | ---- | ------ | ------ | ------ |
| 1.    | Niederlande               | 1996 | 2024 | 42   | 38     | 35     | 115    |
| 2.    | Deutschland               | 1996 | 2017 | 36   | 32     | 18     | 86     |
| 3.    | Kanada                    | 1998 | 2024 | 19   | 19     | 20     | 58     |
| 4.    | Tschechien                | 2007 | 2024 | 16   | 6      | 5      | 27     |
| 5.    | Vereinigte Staaten        | 1996 | 2024 | 8    | 10     | 13     | 31     |
| 6.    | Japan                     | 1996 | 2024 | 7    | 10     | 17     | 34     |
| 7.    | Südkorea                  | 2005 | 2024 | 4    | 5      | 3      | 12     |
| 8.    | Volksrepublik China       | 1997 | 2024 | 3    | 10     | 5      | 18     |
| 9.    | Russland                  | 1996 | 2020 | 3    | 7      | 13     | 23     |
| 10.   | Österreich                | 1996 | 2023 | 2    | 2      | 2      | 6      |
| 11.   | Norwegen                  | 2021 | 2023 | 2    | 2      | 1      | 5      |
| 12.   | Russischer Eislaufverband | 2021 | 2021 | 1    | 1      | 4      | 6      |
| 13.   | Polen                     | 2013 | 2024 | 0    | 2      | 3      | 5      |
| 14.   | Belarus                   | 2003 | 2004 | 0    | 1      | 1      | 2      |
| 15.   | Italien                   | 1996 | 1996 | 0    | 0      | 1      | 1      |
| 15.   | Kasachstan                | 1996 | 1996 | 0    | 0      | 1      | 1      |

Stand: nach der WM 2024

### Männer

#### Rangliste
| Platz | Name               | Land               | Von  | Bis  | Gold | Silber | Bronze | Gesamt |
| ----- | ------------------ | ------------------ | ---- | ---- | ---- | ------ | ------ | ------ |
| 1.    | Sven Kramer        | Niederlande        | 2007 | 2020 | 21   | 3      | 2      | 26     |
| 2.    | Shani Davis        | Vereinigte Staaten | 2004 | 2015 | 8    | 4      | 3      | 15     |
| 3.    | Bob de Jong        | Niederlande        | 1997 | 2013 | 7    | 8      | 5      | 20     |
| 4.    | Gianni Romme       | Niederlande        | 1996 | 2004 | 7    | 2      | 3      | 12     |
| 5.    | Erben Wennemars    | Niederlande        | 1999 | 2008 | 6    | 2      | 3      | 11     |
| 6.    | Jordan Stolz       | Vereinigte Staaten | 2023 | 2024 | 6    | 0      | 0      | 6      |
| 7.    | Jorrit Bergsma     | Niederlande        | 2012 | 2023 | 5    | 8      | 0      | 13     |
| 8.    | Carl Verheijen     | Niederlande        | 2001 | 2009 | 5    | 5      | 3      | 13     |
| 9.    | Hiroyasu Shimizu   | Japan              | 1996 | 2005 | 5    | 3      | 2      | 10     |
| 10.   | Pawel Kulischnikow | Russland           | 2015 | 2021 | 5    | 3      | 1      | 9      |
| 11.   | Douwe de Vries     | Niederlande        | 2015 | 2020 | 5    | 0      | 1      | 6      |
| 12.   | Kjeld Nuis         | Niederlande        | 2011 | 2024 | 4    | 7      | 4      | 15     |
| 13.   | Ådne Søndrål       | Norwegen           | 1996 | 2001 | 4    | 6      | 0      | 10     |
| 14.   | Jeremy Wotherspoon | Kanada             | 1998 | 2008 | 4    | 3      | 3      | 10     |
| 15.   | Patrick Roest      | Niederlande        | 2019 | 2024 | 4    | 3      | 1      | 8      |
| 16.   | Kai Verbij         | Niederlande        | 2017 | 2022 | 4    | 0      | 2      | 6      |
| 17.   | Jan Blokhuijsen    | Niederlande        | 2011 | 2017 | 4    | 0      | 1      | 5      |
| 18.   | Marcel Bosker      | Niederlande        | 2019 | 2023 | 4    | 0      | 0      | 4      |
| 19.   | Thomas Krol        | Niederlande        | 2016 | 2023 | 3    | 3      | 3      | 9      |
| 20.   | Laurent Dubreuil   | Kanada             | 2015 | 2024 | 3    | 2      | 3      | 8      |
| 21.   | Denis Juskow       | Russland           | 2012 | 2019 | 3    | 2      | 2      | 7      |
| 22.   | Davide Ghiotto     | Italien            | 2023 | 2024 | 3    | 2      | 0      | 5      |
| 23.   | Ids Postma         | Niederlande        | 1996 | 2000 | 3    | 1      | 0      | 4      |
| 24.   | Koen Verweij       | Niederlande        | 2011 | 2015 | 3    | 0      | 2      | 5      |
| 25.   | Joey Mantia        | Vereinigte Staaten | 2017 | 2021 | 3    | 0      | 1      | 4      |

Stand: nach der WM 2024

#### 500 Meter
| Platz | Name               | Land     | Von  | Bis  | Gold | Silber | Bronze | Gesamt |
| ----- | ------------------ | -------- | ---- | ---- | ---- | ------ | ------ | ------ |
| 1.    | Hiroyasu Shimizu   | Japan    | 1996 | 2005 | 5    | 2      | 1      | 8      |
| 2.    | Jeremy Wotherspoon | Kanada   | 1998 | 2008 | 3    | 1      | 3      | 7      |
| 3.    | Pawel Kulischnikow | Russland | 2015 | 2021 | 3    | 1      | 0      | 4      |

Stand: nach der WM 2024

#### 1000 Meter
| Platz | Name               | Land               | Von  | Bis  | Gold | Silber | Bronze | Gesamt |
| ----- | ------------------ | ------------------ | ---- | ---- | ---- | ------ | ------ | ------ |
| 1.    | Shani Davis        | Vereinigte Staaten | 2007 | 2015 | 4    | 0      | 3      | 7      |
| 2.    | Pawel Kulischnikow | Russland           | 2015 | 2021 | 2    | 2      | 0      | 4      |
| 2.    | Ådne Søndrål       | Norwegen           | 1996 | 2001 | 2    | 2      | 0      | 4      |

Stand: nach der WM 2024

#### 1500 Meter
| Platz | Name         | Land               | Von  | Bis  | Gold | Silber | Bronze | Gesamt |
| ----- | ------------ | ------------------ | ---- | ---- | ---- | ------ | ------ | ------ |
| 1.    | Shani Davis  | Vereinigte Staaten | 2004 | 2013 | 3    | 3      | 0      | 6      |
| 2.    | Denis Juskow | Russland           | 2013 | 2019 | 3    | 1      | 1      | 5      |
| 3.    | Kjeld Nuis   | Niederlande        | 2016 | 2024 | 2    | 4      | 0      | 6      |

Stand: nach der WM 2024

#### 5000 Meter
| Platz | Name         | Land        | Von  | Bis  | Gold | Silber | Bronze | Gesamt |
| ----- | ------------ | ----------- | ---- | ---- | ---- | ------ | ------ | ------ |
| 1.    | Sven Kramer  | Niederlande | 2007 | 2020 | 8    | 1      | 1      | 10     |
| 2.    | Gianni Romme | Niederlande | 1996 | 2004 | 3    | 1      | 3      | 7      |
| 3.    | Bob de Jong  | Niederlande | 1999 | 2013 | 2    | 4      | 1      | 7      |

Stand: nach der WM 2024

#### 10.000 Meter
| Platz | Name         | Land        | Von  | Bis  | Gold | Silber | Bronze | Gesamt |
| ----- | ------------ | ----------- | ---- | ---- | ---- | ------ | ------ | ------ |
| 1.    | Bob de Jong  | Niederlande | 1997 | 2013 | 5    | 4      | 4      | 13     |
| 2.    | Sven Kramer  | Niederlande | 2007 | 2017 | 5    | 1      | 0      | 6      |
| 3.    | Gianni Romme | Niederlande | 1996 | 2000 | 4    | 1      | 0      | 5      |

Stand: nach der WM 2024

#### Massenstart
| Platz | Name             | Land               | Von  | Bis  | Gold | Silber | Bronze | Gesamt |
| ----- | ---------------- | ------------------ | ---- | ---- | ---- | ------ | ------ | ------ |
| 1.    | Joey Mantia      | Vereinigte Staaten | 2017 | 2021 | 3    | 0      | 0      | 3      |
| 2.    | Bart Swings      | Belgien            | 2021 | 2024 | 2    | 0      | 1      | 3      |
| 3.    | Arjan Stroetinga | Niederlande        | 2015 | 2021 | 1    | 2      | 0      | 3      |

Stand: nach der WM 2024

#### Teamverfolgung
| Platz | Name            | Land        | Von  | Bis  | Gold | Silber | Bronze | Gesamt |
| ----- | --------------- | ----------- | ---- | ---- | ---- | ------ | ------ | ------ |
| 1.    | Sven Kramer     | Niederlande | 2007 | 2020 | 8    | 0      | 0      | 8      |
| 2.    | Douwe de Vries  | Niederlande | 2015 | 2020 | 5    | 0      | 0      | 5      |
| 3.    | Jan Blokhuijsen | Niederlande | 2011 | 2017 | 4    | 0      | 1      | 5      |

Stand: nach der WM 2024

#### Nationenwertung
| Platz | Land                      | Von  | Bis  | Gold | Silber | Bronze | Gesamt |
| ----- | ------------------------- | ---- | ---- | ---- | ------ | ------ | ------ |
| 1.    | Niederlande               | 1996 | 2024 | 71   | 60     | 41     | 172    |
| 2.    | Vereinigte Staaten        | 2001 | 2024 | 20   | 6      | 14     | 40     |
| 3.    | Kanada                    | 1997 | 2024 | 12   | 21     | 21     | 54     |
| 4.    | Russland                  | 1996 | 2020 | 10   | 9      | 15     | 34     |
| 5.    | Norwegen                  | 1996 | 2024 | 9    | 14     | 14     | 37     |
| 6.    | Japan                     | 1996 | 2023 | 7    | 8      | 7      | 22     |
| 7.    | Südkorea                  | 1996 | 2019 | 6    | 7      | 4      | 17     |
| 8.    | Italien                   | 1998 | 2024 | 3    | 8      | 2      | 13     |
| 9.    | Belgien                   | 1998 | 2024 | 2    | 2      | 3      | 7      |
| 10.   | Schweden                  | 2009 | 2021 | 2    | 1      | 0      | 3      |
| 11.   | Kasachstan                | 2013 | 2013 | 1    | 0      | 0      | 1      |
| 12.   | Russischer Eislaufverband | 2021 | 2021 | 0    | 2      | 3      | 5      |
| 13.   | Volksrepublik China       | 2009 | 2024 | 0    | 2      | 1      | 3      |
| 14.   | Deutschland               | 1996 | 2020 | 0    | 1      | 9      | 10     |
| 15.   | Frankreich                | 2015 | 2017 | 0    | 1      | 2      | 3      |
| 15.   | Polen                     | 2013 | 2024 | 0    | 1      | 2      | 3      |
| 17.   | Neuseeland                | 2017 | 2017 | 0    | 1      | 1      | 2      |
| 18.   | Finnland                  | 2005 | 2013 | 0    | 0      | 2      | 2      |
| 19.   | Schweiz                   | 2024 | 2024 | 0    | 0      | 1      | 1      |
| 19.   | Vereinigtes Königreich    | 2023 | 2023 | 0    | 0      | 1      | 1      |

Stand: nach der WM 2024